# Brunörad hackspett
Brunörad hackspett (Pardipicus caroli) är en fågel i familjen hackspettar inom ordningen hackspettartade fåglar.

## Utseende och läte
Brunörad hackspett är en mörk medelstor hackspett. Den är mestadels mörkt olivgrön, med en stor och tydlig brunglänsande fläck på örontäckarna som gett arten dess namn. Undersidan är kraftigt gulfläckad. Hanen har en liten röd fläck på huvudets baksida. I större delen av utnredningsområdet har den bronsfärgad anstrykning på ryggen, medan västliga fåglar är mer grönaktiga. Det mest typiska lätet är en mycket utdragen vissling som först stiger och sedan faller. Även ett sorgsamt skallrande ljud och ett något avstannande trummande kan höras.

## Utbredning och systematik
Brunörad hackspett delas in i två underarter med följande utbredning:
- Pardipicus caroli arizela – förekommer från Sierra Leone till Ghana
- Pardipicus caroli caroli – från södra Nigeria och Kamerun till västra Kenya, nordvästra Tanzania och nordvästra Angola

### Släktestillhörighet
Brunörad hackspett placeras traditionellt i släktet Campethera. Genetiska studier visar dock att Campethera inte är monofyletiskt gentemot markspetten i Geocolaptes. International Ornithological Congress (IOC) har därför delat upp Campethera i två mindre släkten, där brunörad hackspett tillsammans med termitspett lyfts ut till det egna släktet Pardipicus, och denna linje följs här.

## Levnadssätt
Brunörad hacksett hittas i regnskog, galleriskog och lummig ungskog på låg och medelhög höjd.

## Status och hot
Arten har ett stort utbredningsområde, men tros minska i antal, dock inte tillräckligt kraftigt för att den ska betraktas som hotad. Internationella naturvårdsunionen IUCN listar arten som livskraftig (LC).